# Syllepte seminigralis
Syllepte seminigralis là một loài bướm đêm trong họ Crambidae.